# Consumentensoevereiniteit
Consumentensoevereiniteit is een concept uit de economische wetenschap waarbij de voorkeuren van consumenten bepalen welke goederen en diensten er geproduceerd en door hen aangeschaft worden.

## Twee aspecten
Er worden twee aspecten van consumentensoevereiniteit onderscheiden: bij productie en in welzijn:

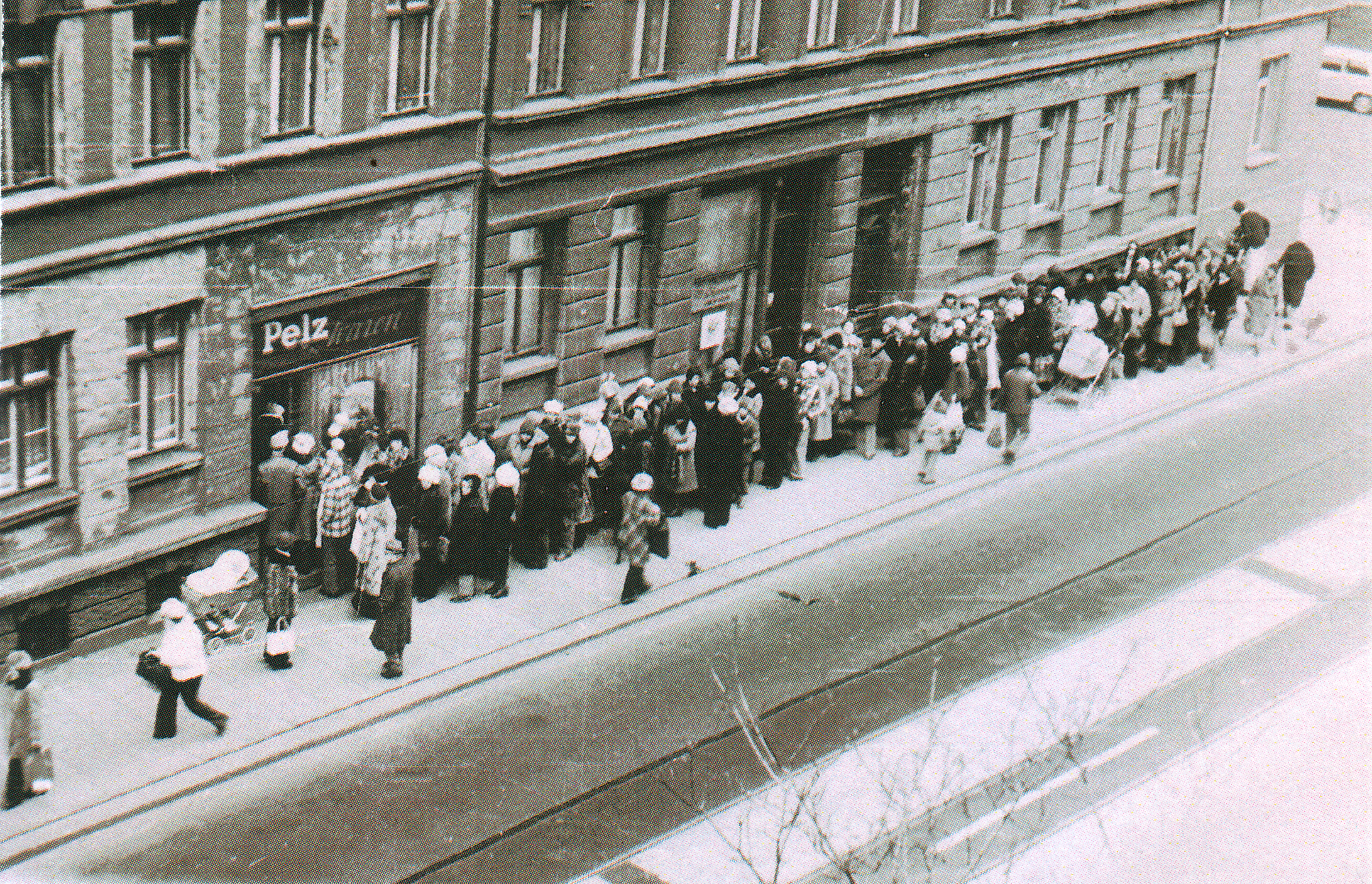
Rij voor Konijnenbont hoeden (Leipzig, DDR, 1980)

- Consumentensoevereiniteit bij de productie: hierbij hebben consumenten macht tegenover diegenen die schaarse hulpbronnen/middelen beheren: de vraag van consumenten tegenover kapitaalbezitters en producenten. Consumenten kunnen hun eigen doelen bepalen en bepalen welke (schaarse) middelen zij daarvoor willen gebruiken. De klant is koning. Als producenten niet (langer) de wensen van consumenten volgen, zullen zij ten onder gaan. Een bekend voorbeeld daarvan is Kodak, die bleef focussen op fotorolletjes en het ontwikkelen van volgeschoten rolletjes terwijl de concurrentie inzette op digitale fotografie. Een voorbeeld van het tegenovergestelde (afwezigheid van consumentensoevereiniteit): ten tijde van het Communisme waren er achter het IJzeren Gordijn vaak lange wachtrijen voor het verkrijgen van zelfs de meest elementaire levensmiddelen en vele andere producten, bovendien van slechte kwaliteit, omdat in de planeconomie andere prioriteiten golden dan consumentenproducten (zie bijvoorbeeld Duitse Democratische Republiek).
- Consumentensoevereiniteit in welzijn: uitgangspunt is, dat de consument zijn eigen welzijn het beste zelf kan beoordelen, en niet dat anderen die voor hem bepalen, zoals politici. Een regering zou in dit geval de armen moeten helpen door hun geld te geven, en niet door hun producten te geven die door de politici als "essentieel" worden beschouwd. Dus geen voedselbanken, maar geld genoeg om zelf voldoende voedsel te kopen.

## Gerelateerd concept
- Consumentenactivisme: protest tegen producenten of hun producten teneinde producenten er toe te bewegen te veranderen. Denk aan boycots van bepaalde producten of kopersstakingen omdat ofwel het product zelf niet deugt, de prijs, de producent of het land waar het vandaan komt.

## Geraadpleegde bronnen
Dit artikel of een eerdere versie ervan is een (gedeeltelijke) vertaling van het artikel Consumer sovereignty op de Engelstalige Wikipedia, dat onder de licentie Creative Commons Naamsvermelding/Gelijk delen valt. Zie de bewerkingsgeschiedenis aldaar.